# Tableau de l'École de Botanique
Tableau de l'École de Botanique (abreviado Tabl. École Bot.) es un libro con ilustraciones y descripciones botánicas que fue escrito por el botánico y zoólogo francés René Louiche Desfontaines y publicado en París en el año 1829.
La tercera edición fue también llamada Catalogus Plantarum Horti Regii Parisiensis.